# Campanya del nord d'Àfrica
|  | Aquest article tracta sobre la campanya de la Segona Guerra Mundial. Si cerqueu la campanya de la Primera Guerra Mundial, vegeu «Campanya del Nord d'Àfrica (Primera Guerra Mundial)». |

Durant la Segona Guerra Mundial, la Campanya del Nord d'Àfrica, també coneguda com la Guerra del Desert, que tingué lloc al desert del nord d'Àfrica entre el 10 de juny de 1940 i fins al 16 de maig de 1943. Va incloure campanyes a Líbia i Egipte (Campanya del Desert Occidental), Marroc i Algèria (l'Operació Torxa) i Tunísia (Campanya de Tunísia).
La campanya va enfrontar els Aliats i a les Potències de l'Eix. L'esforç de guerra aliat va ser dominat sobretot per la Commonwealth britànica i pels exiliats de l'Europa ocupada, fins a l'entrada en la guerra dels Estats Units al desembre de 1941, entrada que es faria efectiva al nord d'Àfrica l'11 de maig de 1943.
La lluita s'inicià amb la captura de Fort Capuzzo (Líbia) per les forces britàniques als italians al juny de 1940. Els italians van respondre amb una ofensiva envaint Egipte, a la que la seguí una contraofensiva de la Commonwealth. Davant les grans pèrdues que patien els italians, Alemanya envià a l'Afrika Korps, comandat pel general Erwin Rommel. Després d'una sèrie de batalles de tiba i arronsa pel control de Líbia i Egipte, les forces britàniques, comandades pel General Bernard Montgomery van fer retrocedir a l'Eix fins a Tunísia. Després dels desembarcaments a l'Àfrica nord-occidental de l'Operació Torxa el 8 de novembre de 1942 sota el comandament del General americà Dwight Eisenhower, i després de diverses batalles contra les forces de la França de Vichy (que posteriorment s'uniria als Aliats), les forces de la Commonwealth i les americanes van fer un moviment de pinça contra les forces de l'Eix al nord de Tunísia, fent que es rendissin.
Al fer que l'Eix hagués de lluitar en un segon front al Nord d'Àfrica, els aliats occidentals van poder alleugerir d'alguna manera a la Unió Soviètica en la seva lluita contra els alemanys. La informació subministrada per l'operació de desxifrat Ultra va ser una gran contribució a l'èxit aliat al nord d'Àfrica.
Durant la Segona Guerra Mundial, la campanya del Nord d'Àfrica, també coneguda com la guerra del desert, es va desenvolupar entre el 14 de juny de 1940 fins al 13 de maig de 1943. Els Estats Units van començar la tramesa de materials l'11 de maig de 1942. Fent lluitar les tropes de l'eix en el front africà, els aliats occidentals van donar alè a la Unió Soviètica que lluitava en el front oriental.

## 1940: Invasió i retirada italiana d'Egipte
El 13 de setembre de 1940, forces italianes van envair Egipte des de les seves bases a Líbia. En aquella època, Egipte era colònia britànica i Líbia colònia italiana. Els italians van ocupar una petita regió a l'oest del país i van establir posicions defensives a Sidi Barrani. El 9 de desembre, els britànics van contraatacar llançant l'Operació Compass que va fer retrocedir als italians fins a El Agheila (Líbia). Durant l'operació, es van capturar un gran nombre de presoners italians.

## 1941: L'Afrika Korps conquereix Líbia
- Més informació als articles Setge de Tobruk, Operació Crusader.

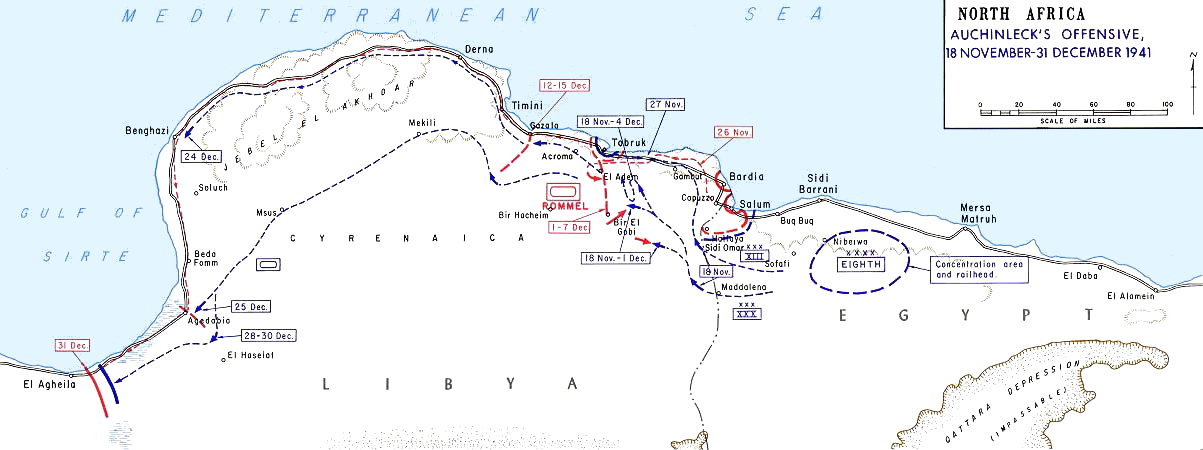
Ofensiva d'Auchinleck - 18 Novembre 1941 - 31 Desembre 1941

La derrota de l'exèrcit italià va forçar Hitler a enviar reforços al nord d'Àfrica per tal d'evitar un col·lapse total dels italians. Durant el mes de febrer de 1941, les primeres unitats del que més endavant seria conegut com a Afrika Korps, sota el comandament del general Erwin Rommel, van arribar a Líbia. Inicialment, Rommel només tenia ordres de mantenir la posició contra possibles atacs aliats, però veient que trobava poca resistència va començar una ofensiva improvisada que va fer retirar als britànics fins a la frontera amb Egipte. Després de diversos contraatacs fallits, el 18 de novembre de 1941 els britànics van llançar l'Operació Crusader que va resultar ser tot un èxit i, abans d'acabar l'any, es va recapturar tot el territori perdut durant la primavera passada fins a El Agheila.

## 1942: Gazala i El Alamein
- Més informació als articles Batalla de Gazala, Batalla de Bir Hakeim, Primera Batalla d'El Alamein, Batalla d'Alam el Halfa, Segona Batalla d'El Alamein.

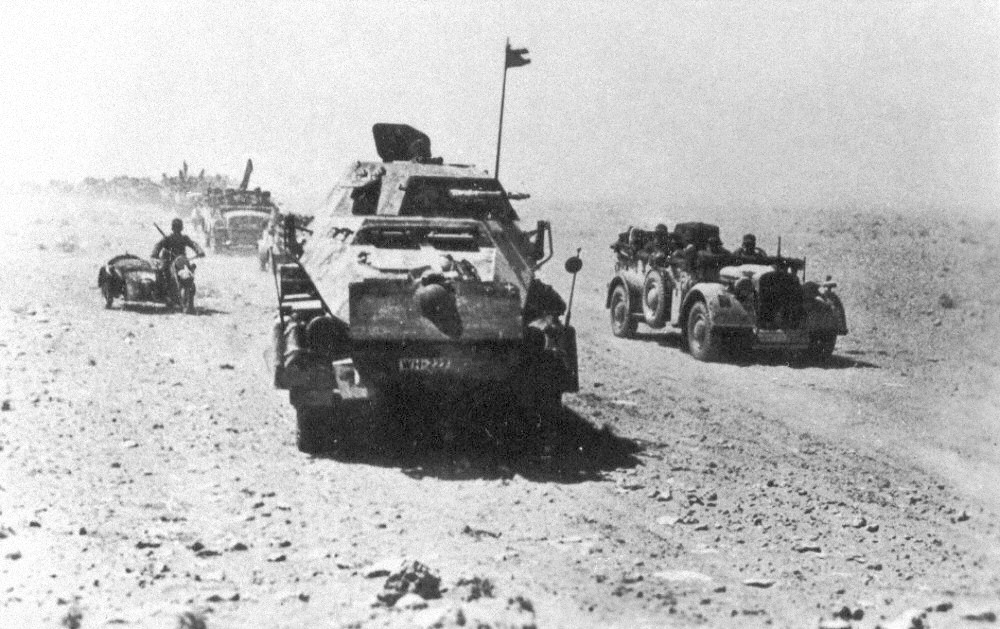
Columna de vehicles de lAfrika Korps desplaçant-se pel desert, 1942.

Després d'haver-se hagut de retirar a conseqüència de l'Operació Crusader, semblava que l'Afrika Korps havia quedat definitivament derrotat, però els conflictes que estaven tenint lloc al Pròxim Orient havien obligat als britànics a retirar tropes del nord d'Àfrica, mentrestant, les forces de l'Eix havien rebut nous subministraments des de Trípoli. Rommel es va adonar de seguida del canvi de situació i el 21 de gener de 1942 va llançar la seva segona ofensiva. Els alemanys van fer retrocedir als aliats fins a Gazala, on l'avanç va ser temporalment aturat, però després de la batalla de Gazala, que els alemanys van guanyar, van continuar avançant cap a Egipte, travessant la frontera fins a ser aturats, definitivament, a la Batalla d'Alam Halfa (1 - 27 de juliol). A pesar d'haver pogut parar l'avanç alemany, els aliats es van veure a prop del desastre i van començar a enviar tropes, tancs i tota mena de subministraments. També es va designar un nou comandant del 8è exèrcit britànic, el general Bernard Montgomery. L'Operació Torxa significa la conquesta d'Algèria i Marroc. Arribat l'octubre, la superioritat numèrica aliada ja era aixafant. Entre el 23 d'octubre i el 4 de novembre de 1942 va tenir lloc la Segona Batalla d'El Alameinque va tenir com a resultat una completa i decisiva victòria aliada. El poc que quedava de l'Afrika Korps va haver de fugir cap a Líbia, perseguit de prop pels aliats.

## 1943: Retirada de l'Eix del Nord d'Àfrica
- Més informació als articles Operació Torxa, Campanya de Tunísia, Batalla del Pas de Kasserine.

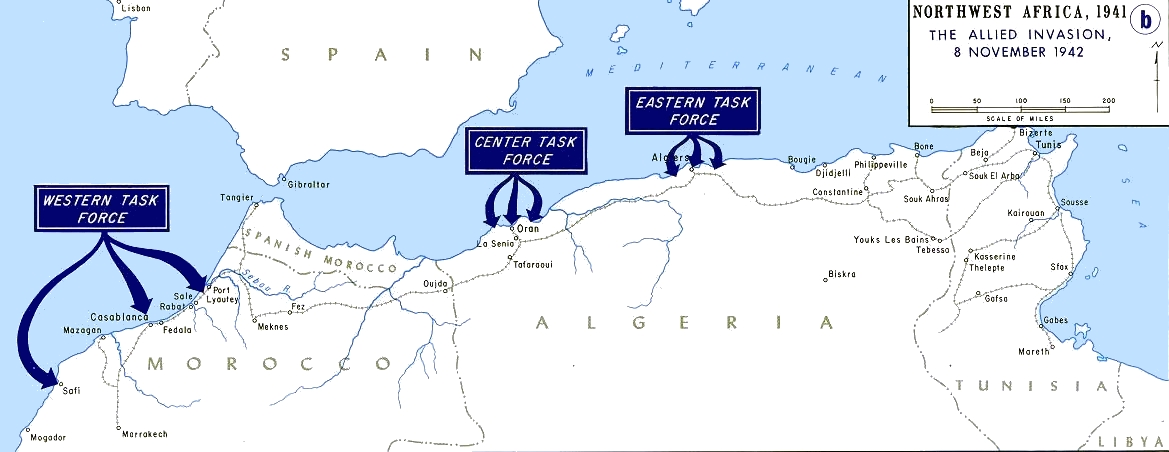
Operació torxa

A principis de 1943, de forma una mica inesperada, quan els alemanys van atacar les encara inexpertes forces americanes que s'havien endinsat a Tunísia, van aconseguir algunes petites victòries que els van encoratjar a realitzar atacs més importants com el de la batalla del Pas de Kasserine (19 - 25 de febrer de 1943). Però finalment, la superioritat numèrica, de recursos i de subministraments dels aliats es va acabar imposant i, el 13 de maig de 1943, les últimes forces de l'Eix a Tunísia (250.000 soldats alemanys i italians) van acabar rendint-se als aliats. Així van acabar gairebé 3 anys de guerra a l'Àfrica.